# Superksięga
Superksięga (jap. アニメ親子劇場 Anime oyako gekijō) – japoński serial animowany emitowany od 9 października 1981 do 25 marca 1982 oraz od 4 kwietnia do 26 września 1983 roku na kanale TV Tokyo.
Seria wyprodukowany został przez Tatsunoko Production i TV Tokyo w Japonii we współpracy z amerykańską wytwórnią Christian Broadcasting Network.

## Fabuła
Pierwszy sezon anime rozpoczyna się w domu małego chłopca, Christophera "Chrisa" Peepera, który pewnego dnia wraz ze swoją najlepszą przyjaciółką Joyeux "Joy" Quantum czyści na strychu książki swego ojca (nieco ekscentrycznego profesora). Podczas tej czynności dzieci znajdują starą książkę, która świeci i ku ich wielkiemu zdumieniu, w żaden sposób nie da się jej otworzyć. Po chwili książka jednak otwiera się sama i ukryty w niej duch przemawia do Chrisa i Joy. Okazuje się, że dzieci trafiły na stare i wyjątkowe wydanie Biblii o nazwie Super Księga. Książka proponuje Chrisowi i Joy podróż do czasów biblijnych, obiecując przy tym, iż nic złego im się nie stanie podczas tej wyprawy. Pomimo obaw dzieci zgadzają się i trafiają do Edenu, gdzie spotykają Adama i Ewę, a także są świadkami pierwszego w dziejach świata złamania Boskich praw. W podróży tej towarzyszy im Gizmo, nakręcany robot zabawka Chrisa, który za sprawą mocy Super Księgi przenosi się wraz z dziećmi w czasie i staje się prawdziwym, żywym robotem służącym im pomocą w trudnych sytuacjach. Po powrocie do domu dzieci odkrywają, że choć spędzili dwa dni w Edenie, to w ich świecie minęło zaledwie kilka minut, a Gizmo znowu jest zabawką. Od tego czasu Chris i Joy w każdym odcinku przenoszą się w czasie za sprawą Super Księgi do różnych wydarzeń biblijnych, wyciągając z nich mądre lekcje na przyszłość, a przy okazji dobrze się bawiąc. W podróżach zawsze towarzyszy im wierny Gizmo. Przygody, które przeżywa trójka bohaterów to głównie wydarzenia ze Starego Testamentu, choć w kilku odcinkach bohaterowie poznają działalność Jezusa Chrystusa, a w ostatnim spotykają Pawła z Tarsu. Chris, Joy i Gizmo podczas swoich podróży są chronieni przez ducha Super Księgi, dzięki czemu nigdy nic złego im się nie staje. Nigdy też jednak nie mogą zmienić wydarzeń, w których biorą udział, co najwyżej przyczyniają się do ich szybszego zrealizowania.
Drugi sezon mocno zmienia fabułę serialu. Tym razem Chris i Joy są już starsi o kilka lat, a do tego schodzą na drugi plan, zaś głównymi bohaterami historii stają się młodszy brat Chrisa, Uriah "Uri" Peeper oraz Gizmo, którzy podróżują po wydarzeniach biblijnych za sprawą tej samej książki. Wszystko zaczyna się w chwili, gdy Super Księga zostaje otwarta przed włączonym komputerem. Jej moc wnika niespodziewanie do maszyny, która niedługo potem wciąga do swego wnętrza pieska Rufflesa, a także Uriego i Gizmo (który w tym sezonie jest już prawdziwym robotem zbudowanym przez brata profesora Peepera). Chris i Joy nie są w stanie pomóc przyjaciołom ani ruszyć za nimi. Mogą jedynie obserwować przez komputer ich poczynania, a także próbować ukryć przed dorosłymi nieobecność Uriego. Tymczasem Uri i Gizmo poszukują Rufflesa, podróżując poprzez różne wydarzenia biblijne, jednak dopiero w ostatnim odcinku udaje im się odnaleźć pieska i wrócić do domu. Przez ten czas przeżywają wiele niesamowitych przygód, biorąc udział w historiach ze Starego i Nowego Testamentu, ale podobnie jak Chris i Joy w pierwszym sezonie, tak Uri i Gizmo w drugim nie mają prawie żadnego wpływu na rozwój wydarzeń. Warte uwagi jest to, że w drugim sezonie pojawiają się kilka razy te same historie, które zostały ukazane w pierwszym, ale tym razem są one przedstawione znacznie dokładniej i bardziej szczegółowo.

## Bohaterowie
- Christopher "Chris" Peeper (w wersji lektorskiej Krzysztof "Krzyś" Patrzałek) - główny bohater serialu, syn profesora Freda Peepera i najlepszy przyjaciel Joy (do której jednak czuje coś więcej niż tylko przyjaźń). W pierwszym sezonie ma około 10 lat, w drugim jest o kilka lat starszy. Ma czarne włosy i szare oczy, chodzi ubrany w niebieską bluzkę, białą koszulkę, niebieskie spodnie i czarne buty. Jest bardzo zabawnym i sympatycznym chłopcem, choć też nieco leniwym. Nigdy nie pali się ani do wykonywania obowiązków domowych, ani do odrabiania lekcji, a od pomagania ojcu zwykle stara się wymigiwać na najróżniejsze sposoby. Nie znosi matematyki i nie ma z tego przedmiotu dobrych ocen, za to dobrze sobie radzi w innych zajęciach. Jest zdeterminowany i nie lubi się poddawać, ale bywa nerwowy, gdy coś mu nie wychodzi. Lubi się też przechwalać. Jest niezwykle troskliwy wobec Joy, którą często się opiekuje, zwłaszcza w trudnych sytuacjach, a prócz tego kilka razy bywa o nią zazdrosny. W drugim sezonie staje się postacią drugoplanową i wraz z Joy próbuje ukryć przed rodzicami nieobecność Uriego przeżywającego właśnie przygody w świecie Super Księgi. W japońskim oryginale jego imię to Sho Asuka.
- Joyeux "Joy" Quantum (w wersji lektorskiej Ola) - sąsiadka, najlepsza przyjaciółka i sympatia Chrisa, ma tyle samo lat, co on (prawdopodobnie chodzą do tej samej klasy). Ma ciemno-blond włosy i brązowe oczy, chodzi ubrana w białą sukienkę z różowymi dodatkami i różowe buty. W przeciwieństwie do młodego Peepera niewiele o niej wiadomo, ponieważ nigdy w serialu nie pojawiają się jej rodzice ani nawet nie są oni wspominani, zaś nazwisko bohaterki zostaje ujawnione jedynie w źródłach pozafilmowych. Joy jest nieodłączną towarzyszką Chrisa, zwykle po szkole przychodzi do niego, aby pograć w badmintona lub wspólnie poczytać książki, a prócz tego zawsze podróżuje z nim po wydarzeniach biblijnych. Dziewczynka ma zwykle miły i spokojny charakter, ale bywają sytuacje, w których Chris mocno ją zdenerwuje, a wtedy potrafi wściec się na chłopca i ostro go skrzyczeć. Zwykle jednak jest znacznie spokojniejsza od niego, ale też mniej zaradna i pomysłowa niż on. Mimo delikatnego i wrażliwego charakteru potrafi niekiedy dogadać Chrisowi, ale też umie prowadzić z nim mądre rozmowy. Gdy się czegoś boi, to zwykle mocno przytula się do Chrisa, który jest jej bardzo bliski. Młody Peeper jest jej sympatią i dziewczynka w kilku odcinkach wyraźnie zaznacza, że chce wyjść za niego, gdy już oboje będą dorośli (na co Chris zawsze reaguje radością i uśmiechem, co dowodzi, że takie plany bardzo mu odpowiadają). Prócz tego Joy bywa o przyjaciela bardzo zazdrosna, czego bynajmniej nie ukrywa, zwłaszcza, gdy ten okazuje zachwyt kilkoma kobietami z Biblii (Ewą, Rebeką czy królową Saby). W drugim sezonie staje się postacią drugoplanową i wraz z Chrisem obserwuje przygody Uriego i Gizmo w świecie Super Księgi. W japońskim oryginale jej imię to Azusa Yamato.
- Gizmo - mały, czerwony robot ze złotym krzyżem, który towarzyszy Chrisowi i Joy, a później Uriemu podczas podróży po wydarzeniach biblijnych. W pierwszym sezonie jest małą, nakręcaną zabawką Chrisa, która z niewyjaśnionych powodów przenosi się wraz z dziećmi w czasie do wnętrza Super Księgi, gdzie staje się prawdziwym robotem, rośnie do wzrostu swoich przyjaciół, a także zyskuje zdolność mówienia i myślenia, choć wciąż musi być co jakiś czas nakręcany, aby mógł się poruszać. W drugim sezonie Kenneth Peeper, brat profesora Peepera buduje na podstawie zabawki bratanka prawdziwego robota o imieniu Gizmo i to on towarzyszy Uriemu podczas jego podróży. W przeciwieństwie do swego poprzednika ma on wmontowany komputer i posiada znaczną wiedzę, ale i tak musi być nakręcany, aby się poruszać. Gizmo jest sympatyczny i niezwykle oddany dzieciom, zwłaszcza Chrisowi, którego nazywa "panem" oraz "szefem". Nie grzeszy jednak inteligencją ani odwagą, ale mimo to kilkakrotnie pomaga przyjaciołom w potrzebie. W japońskim oryginale nosi imię Zenmaijikake.
- Profesor Frederick "Fred" Peeper (w wersji lektorskiej profesor Patrzałek) - ojciec Chrisa i Uriego, nieco roztargniony i ekscentryczny uczony. Nie wiadomo dokładnie, jaką dziedziną nauki się zajmuje, ale wyraźnie chodzi tu o nauki ścisłe. Ma młodszego brata Kennetha, który jest wynalazcą i pojawia się dopiero w drugim sezonie. Fred Peeper pracuje głównie w domu, podczas których zwykle czyta naukowe książki i prowadzi jakieś badania. Kolekcjonuje stare, antyczne wazy. Jest wysoki, chudy i czarnowłosy, ma gęste wąsy, nosi okulary i biały kitel zarzucony na ubranie. Ze względu na swoją pracę rzadko ma czas dla swojej rodziny, co jednak nie znaczy, że jest fatalnym ojcem i mężem. Chris czasami się z nim kłóci, ale mimo to bardzo go szanuje i podziwia. W japońskim oryginale postać ta nazywa się profesor Asuka.
- Pani Peeper (w wersji lektorskiej pani Patrzałek) - żona profesora Peepera i matka jego dwóch synów: Chrisa i Uriego. Miła i bardzo sympatyczna kobieta, choć potrafi być twarda i stanowcza w tym, co robi. Jest dość wysoką kobietą o brązowych włosach i oczach takiej samej barwy. Pojawia się dopiero w połowie pierwszego sezonu, wcześniej nie ma jej w domu, gdyż pomaga swojej siostrze w opiece nad jej małym dzieckiem. Chris bardzo kocha mamę i tęskni za nią, gdy jej nie ma, co wyraźnie pokazuje odcinek z narodzinami Jezusa, w którym widać, że Chris ma w pokoju swoje zdjęcie z mamą, a do tego chłopiec płacze z powodu jej nieobecności. Pani Peeper prawdopodobnie nie pracuje i jest gospodynią domową, potrafi piec znakomite ciasta, które jej rodzina uwielbia. Prócz tego bardzo lubi Joy i traktuje ją jak własną córkę - w jednym odcinku kupuje nawet dla niej bez okazji sukienkę, którą zobaczyła na wystawie w sklepie. Podobnie jak jej mąż bywa roztargniona i często coś zapomina, głównie portmonetki. Bardzo kocha swoją rodzinę i zawsze pamięta o wszelkich uroczystościach, które się z nimi wiążą. Na końcu pierwszego sezonu oznajmia bliskim, że jest w ciąży, a w drugim ma już drugiego syna Uriaha, którego nieobecność w domu Chris i Joy próbują za wszelką cenę przed nią ukryć. Według słów Chrisa, woli nigdy nie pamiętać o swoich urodzinach, dlatego też raczej rzadko je obchodzi.
- Ruffles (w wersji lektorskiej Rufus) - pies rodziny Peeperów rasy yorkshire terrier. Mały i dość zadziorny piesek, mający słabość do łakoci. Nosi kokardę na głowę. W drugim sezonie zostaje wciągnięty do wnętrza Super Księgi i jest celem poszukiwań Uriaha i Gizmo.
- Uriah "Uri" Peeper (w wersji lektorskiej Uriasz) - młodszy brat Chrisa, choć w amerykańskiej wersji językowej został zamieniony na kuzyna Christophera i syna młodszego brata profesora, wynalazcy Kennetha "Kena" Peepera, który jest twórcą Gizma. Uri pojawia się dopiero w drugim sezonie serialu i jest w nim głównym bohaterem, ponieważ to na jego przygodach skupia się fabuła, której głównym wątkiem są poszukiwania Rufflesa przez Uriego i Gizma.
- Super Księga - tajemnicza Biblia obdarzona niezwykłą mocą. Ma czarną okładkę ze znakiem krzyża. Nigdy nie można jej otworzyć, gdyż sama musi to zrobić. Posiada ukrytego w sobie ducha, który w każdym odcinku pierwszego sezonu przemawia do dzieci i zabiera je wraz z Gizmem do wydarzeń biblijnych. Strzeże też Chrisa i Joy, a potem też Uriaha, aby nigdy nie spotkało ich nic złego podczas podróży. W drugim sezonie moc Super Księgi zostaje przelana na komputer Chrisa i to w nim rozgrywają się przygody Uriego i Gizma.[potrzebny przypis]

## Lista odcinków

### Seria pierwsza
Poniżej znajduje się lista oryginalnych japońskich tytułów wraz z oficjalnymi tłumaczeniami angielskimi.
1. Adamu to eba monogatari (The story of Adam and Eve) / "How It All Began"
2. Kain to aberu monogatari (The story of Cain and Abel) / "My Brother's Keeper"
3. Noa no hakobune monogatari (The story of Noah's ark) / "The Flood"
4. Idai na chichi no monogatari (The story of the great father) / "The Test" (Abraham and Isaac)
5. Takoku no hanayome monogatari (The story of the foreign bride) / "Here Comes the Bride" (Isaac and Rebekah)
6. Futago no kyodai monogatari (The story of the twin brothers) / "Double Trouble" (Jacob and Esau)
7. Maho no tsue monogatari (The story of the governor and his brothers) / "A Dream Come True" (Joseph)
8. Ejiputo monogatari (The story of the magical stick) / "The Miracle Rod" (Moses and the Exodus)
9. Fushigi na rappa monogatari (The story of the wondrous bugle) / "Those Amazing Trumpets" (Joshua and the fall of Jericho)
10. Sanbyakko no tsubo monogatari (The story of the 300 pots) / "Pitchers of Fire" (Gideon)
11. Kairiki monogatari (The story of Herculean strength) / "Muscleman" (Samson and Delilah)
12. Uma goya monogatari (The story of the stable) / "The First Christmas"
13. Iesu no kiseki monogatari (The story of the miracles of Jesus) / "Miracles of Love"
14. Karappo no haka monogatari (The story of the empty tomb) / "The Best News Yet" (The death and resurrection of Jesus)
15. Oya koko monogatari (The story of the faithful child) / "Mother's Day" (Ruth and Naomi)
16. Akuma no yuwaku monogatari (The story of the devil's temptation) / "The Patience of Job"
17. Kujira ni nomareta otoko no monogatari (The story of the man swallowed by a whale) / "Big Fish and Little Fish" (Jonah)
18. Roba kokuo monogatari (The story of the donkey king) / "The First King" (Samuel and Saul)
19. Dabide monogatari (The story of David) / "The Giant Killer"
20. Soromon monogatari (The story of King Solomon) / "Superbrain"
21. Yogensha eriya monogatari (The story of the prophet Elijah) / "A True Prophet"
22. Hi no sensha monogatari (The story of the fiery tank) / "Flaming Chariots" (Elisha)
23. Raion no ana monogatari (The story of the lion's den) / "The Lion's Den" (Daniel)
24. Kagayaku joheki monogatari (The story of the shining castle walls) / "Nehemiah and the Walls of Jerusalem"
25. Utsukushii ohi no monogatari (The story of the beautiful princess) / "The Beauty Queen" (Esther)
26. Sekai no hate made monogatari (The story until the ends of the earth) / "The Mighty Convert" (Paul of Tarsus)

### Seria druga
Tylko angielskie tytuły, bez oryginalnych japońskich.
1. "Where, Oh Where..."
2. "Hot Dog"
3. "The Test Of Obedience"
4. "Love at First Sight"
5. "Father's Pet"
6. "All About Dreams"
7. "The Hostage"
8. "The Family Reunion"
9. "A Gift From Heaven"
10. "The Burning Bush"
11. "No More Plagues"
12. "So You Want To Go Back To Egypt!"
13. "Snakes and a Donkey"
14. "Worth Fighting For"
15. "The Good Left Arm"
16. "Stick In The Mud"
17. "That's A Promise"
18. "Just Rewards"
19. "A Wonderful Gift"
20. "The Mighty Little Shepherd"
21. "The Bigger They Come"
22. "Faithful and True"
23. "David the King"
24. "In All His Glory"
25. "The Wicked Queen"
26. "A Matter Of Time"

## Lista odcinków (po polsku)

### Seria pierwsza
1. Jak się wszystko zaczęło
2. Stróż swego brata
3. Potop
4. Próba
5. Oto przybywa panna młoda
6. Podwójny kłopot
7. Spełniony sen
8. Pasterska laska
9. Niezwykłe trąby
10. Dzbany ognia
11. Samson siłacz
12. Pierwsze Boże Narodzenie
13. Cuda miłości
14. Wspaniała nowina
15. Dzień Mamy
16. Hiobowa cierpliwość
17. Wielka ryba, mała rybka
18. Pierwszy król
19. Dawid i Goliat
20. Genialny umysł
21. Prawdziwy prorok
22. Płonące rydwany
23. Jaskinia lwa
24. Nehemiasz i mury Jerozolimy
25. Królowa piękności
26. Wielki nawrócony

### Seria druga
1. Gdzież, ach gdzież się podział mój piesek
2. Hot Dog
3. Próba wiary i posłuszeństwa
4. Miłość od pierwszego wejrzenia
5. Zwierzak taty
6. Wszystko o snach
7. Spełniony sen
8. Powrót na łono rodziny
9. Dar z nieba
10. Płonący krzew
11. Opowieść o Samsonie
12. Więc chcesz wrócić do Egiptu
13. Jadowite węże i osioł, który mówił
14. Warto walczyć
15. Leworęki
16. Grzęzawisko
17. Przyrzeczenie
18. Nagroda
19. Wspaniały prezent
20. Mały, wielki pasterz
21. Im większa góra, tym dotkliwszy upadek
22. Wierny i szczery
23. Król Dawid
24. Król Salomon
25. Zła królowa
26. Kwestia czasu

## Wersja TV Trwam
Wersja emitowana z angielskim dubbingiem i polskim lektorem.
- Opracowanie i udźwiękowienie wersji polskiej: Fundacja Lux Veritatis we Wrocławiu
- Czytał: Roman Baczyński